# Парламентские выборы в Ирландии (2016)
Парламентские выборы 2016 года в Ирландии состоялись 26 февраля 2016 года. В ходе их в 40 избирательных округах было выбрано 157 депутатов Дойл Эрен 32-го созыва, нижней палаты ирландского парламента. Выборы были назначены после того как президент Ирландии Майкл Д. Хиггинс распустил Дойл Эрен 31-го созыва по просьбе премьер-министра Энда Кенни.
После выборов, Фине Гэл смогла остаться самой крупной партией в Дойл Эрен, хотя и потеряла по сравнению с предыдущими выборами более трети своих мест. Главная оппозиционная партия, Фианна Файл, оправившись после наихудших в своей истории результатов выборов 2011 года, увеличила своё представительство в нижней палате ирландского парламента более чем в два раза. Шинн Фейн, хотя и не смогла, как показывали опросы общественного мнения, опередить Фианна файл, улучшила свои результаты и стала третьей по силе партией парламента. Лейбористская партия, которая в 2011 году добилась своего лучшего в истории результата (37 мест) и стала младшим партнёром Фине Гэл в коалиционном правительстве, на этих выборах показала самый худший за всю историю результат (всего 7 депутатов). Оставшиеся 34 места заняли малые партии и независимые кандидаты.
Новым главой Дойл Эрен вместо Шона Баррета из Фине Гэл 10 марта был избран тайным голосованием Шон О’Фергал из Фианна Файл. В тот же день официально подал в отставку с поста премьер-министра Энда Кенни, но он будет оставаться в этой должности пока не будет сформировано новое правительство. Нового премьер-министра Ирландии Дойл Эрен 10 марта избрать не удалось и выборы были перенесены на 22 марта.
После введения гендерных квот доля женщин в Дойл Эрен увеличилась до 22 %, по сравнению с 15 % после предыдущих выборов.

## Предыстория
По итогам выборов 2011 года к власти пришла коалиция в составе правоцентристской Фине Гэл и левоцентристской Лейбористской партии. В оппозиции оказались центристы из Фианна Файл, левые националисты из Шинн Фейн, социалисты из Группы действия рабочих и безработных, левые антикапиталисты из Альянса против жёсткой экономии, к которым присоединились независимые беспартийные депутаты и новые партии, правоцентристская «Новая эра Эрландии» и левоцентристские «Социал-демократы».
Разговоры о назначении досрочных выборов шли уже осень 2015 года. В октябре премьер-министру Энди Кенни пришлось опровергать сообщения о своих планах назначить досрочные выборы в ноябре, чтобы успеть воспользоваться растущим рейтингом Фине Гэл.
Дата досрочных выборов вызвала конфликт между участниками правящей коалиции. В соответствии с Конституцией Ирландии Дойл Эрен распускается президентом республики по просьбе главы правительства. По закону голосование по выборам нижней палаты ирландского парламента нового созыва должно пройти в течение 30 дней после роспуска, при этом точная дата определяется министром охраны окружающей среды, которым на тот момент был лейборист Алан Келли. В то время как в Фине Гэл хотели провести выборы в четверг 25 февраля, чтобы избиратели могли проголосовать и спокойно готовиться к матчу Кубка шести наций по регби-15 между сборными Англии и Ирландии, лейбористы предпочли назначить голосование на пятницу 26 февраля, чтобы молодые избиратели, посещающие университеты и колледжи, смогли поехать домой проголосовать.
2 февраля 2016 года Кенни объявил на заседании кабинета министров, что на следующий день обратится к президенту с просьбой распустить Дойл Эрен 31-го созыва. 3 февраля в 10:35 президент издал указ о роспуске палаты представителей. Позже в тот же день министр Келли подписал приказ, определяющий день голосования.

## Новые партии и альянсы
Для участия в выборах в период действия Дойл Эрен 31-го созыва были сформированы ряд партий и политических союзов:
- «Независимые за перемены» (англ. Independents 4 Change) — левая партия, создана беспартийным депутатом нижней палаты Миком Уоллесом в преддверии местных выборов 2014 года, зарегистрирована в качестве политической партии 14 марта того же года под названием «Независимые за движение равенства» (англ. Independents for Equality Movement). Переименована в октябре 2015 года после присоединения ещё трёх беспартийных депутатов Джоан Коллинз, Клэр Дэли и Томми Бруэна[15].
- «Новая эра Ирландии» (англ. Renua Ireland) — правоцентристская либерально-консервативная партия. Основана 13 марта 2015 года Люсиндой Крейтон, бывшим министром по европейским делам, исключённой из Фине Гэл за голосование против защиты жизни во время принятия закона о беременности[16].
- Независимый альянс (англ. Independent Alliance) — основан группой беспартийных депутатов 30 марта 2015 года. Позиционирует себя как политическая группа, а не партия[17].
- «Социал-демократы» (англ. Social Democrats; ирл. Daonlathaigh Shóisialta) — социал-демократическая партия, основанная бывшими лейбористами и беспартийными депутатами 15 июля 2015 года[18].
- «Альянс против жёсткой экономии — Люди важнее прибыли» (англ. Anti-Austerity Alliance–People Before Profit) — созданный 6 октября 2015 года избирательный альянс левых партий Альянс против жёсткой экономии и Альянс «Люди важнее прибыли», ядро которых составляют секции троцкистских интернационалов Комитет за рабочий интернационал (Социалистическая партия) и Международная социалистическая тенденция (Социалистическая рабочая партия). В выборах 2011 года эти партии участвовали по отдельности, как Социалистическая партия и Альянс «Люди важнее прибыли» соответственно, в рамках совместной платформы Объединённый левый альянс (англ. United Left Alliance), который также включал Группу действий рабочих и безработных и независимых политиков левой ориентации[19].

## Гендерные квоты
Часть 6-я Закона 2012 года о выборах предусматривает, что партия, у которой женщины составляют менее 30 % кандидатов на парламентских выборах, потеряет половину своего государственного финансирования. Все партии, кроме «Прямой демократии Ирландии», выполнили это условие. Это нововведение отчасти способствовало достижению самого высокого процента женщин, избранных в Дойл Эрен за всю историю, 22 % (35 депутатов из 158), что почти в полтора раза больше чем по итогам предыдущих выборов.

## Избирательная система
Ирландия использует принцип пропорционального представительства с единственным передаваемым голосом. В отличие от 2011 года на этих выборах предстояло избрать 158 членов Дойл Эрен, на 8 меньше по сравнению с предыдущими 166 депутатами. Выборы проходили по всей Ирландии в 40 многомандатных избирательных округах. В каждом округе предстояло выбрать три, четыре или пять депутатов палаты представителей.
Выдвигать кандидатуры на места в Дойл Эрен можно было до 11 февраля 2016 года. В общей сложности был выдвинут 551 кандидатов, что чуть меньше рекордного показателя выборов 2011 года, когда были зарегистрированы 566 претендентов на парламентские мандаты. Больше всего кандидатов выдвинула партия Фине Гэл (88), за ней следуют Фианна Файл (71), Шинн Фейн (50), Зелёная партия (40), Лейбористская партия (36), «Альянс против жёсткой экономии — Люди важнее прибыли» (31, из которых 18 человек представляли союз «Люди важнее прибыли» и 13 — Альянс против жёсткой экономии), «Новая эра Ирландии» (26), «Прямая демократия Ирландии» (19), «Социал-демократы» (14), «Независимые за изменения» и Рабочая партия (по 5), «Католические демократы» (3), «Новое видение» (2), Ирландская демократическая партия и Коммунистическая партия Ирландии (по одному). Также в выборах приняли участие 159 независимых политиков, среди которых 21 представляли Независимый альянс и 19 были аффилированы с «Правом на перемены».
Голосование прошло 26 февраля 2016 года с 07:00 до 22:00 (WET). Острова у побережья графств Донегол, Мейо и Голуэй проголосовали на один день раньше. В выборах могли принять участие все граждане Республики Ирландия, а также граждане Соединённого королевства, постоянно проживающие в Ирландии. 1 февраля 2016 года был опубликован реестр избирателей на 2016—2017 годы, составленный по данным местных органов власти. Заявки на включение в реестр принимались до 9 февраля, всего было добавлено 30 185 человек.

## Предвыборная кампания
Предвыборная кампания официально стартовала после роспуска Дойл Эрен 3 февраля 2016 года и продолжалась до дня голосования 26 февраля. Мораторий на освещение выборов был объявлен Органом по телерадиовещанию Ирландии (англ. Broadcasting Authority of Ireland, BAI; ирл. Údarás Craolacháin na hÉireann) с 14:00 25 февраля 2016 и продолжался пока не были закрыты участки.

### Телевизионные дебаты
Общественная телерадиокомпания Радио и телевидение Ирландии решила приглашать как минимум трёх депутатов Дойл Эрен от каждой из партий для участия в теледебатах. Зелёная партия, которая по итогам выборов 2011 года осталась без парламентского представительства, пыталась через Высокий суд добиться участия в дебатах своего лидер Имона Райана, но потерпела поражение. Дебаты на ирландском языке, которые должен был транслировать канал TG4 17 февраля, пришлось отменить из-за слабого владения языком участников. В результате TG4 вместо того, чтобы транслировать дебаты пришлось ограничиться интервью с представителем каждой из партий.
| 8 февраля  | RTÉ | Клэр Бирн                  | Нет                | Майкл Макграт  | Майкл Нунен  | Брендан Хаулин | Нет             | Пирс Доэрти        | Нет             | Финансовые представители (50 минут)         |
| 11 февраля | TV3 | Колетт Фицпатрик Пэт Кенни | Нет                | Майкл Мартин   | Энда Кенни   | Джоан Бёртон   | Нет             | Джерри Адамс       | Нет             | Партийные лидеры (80 минут)                 |
| 15 февраля | RTÉ | Клэр Бирн                  | Ричард Бойд Баррет | Майкл Мартин   | Энда Кенни   | Джоан Бёртон   | Люсинда Крейтон | Джерри Адамс       | Стивен Доннелли | Партийные лидеры (115 минут)                |
| 15 февраля | TV3 | Мик Клиффорд               | Нет                | Барри Коуэн    | Джеймс Рейли | Алан Келли     | Нет             | Мэри Лу Макдональд | Нет             | Заместители лидеров (60 минут)              |
| 22 февраля | RTÉ | Клэр Бирн                  | Нет                | Билли Келлехер | Лео Варадкар | Кэтлин Линч    | Нет             | Кевин О Келайн     | Нет             | Представители по здравоохранению (60 минут) |
| 23 февраля | RTÉ | Мириам О’Каллаган          | Нет                | Майкл Мартин   | Энда Кенни   | Джоан Бёртон   | Нет             | Джерри Адамс       | Нет             | Партийные лидеры (85 minutes)               |

### «Право на перемены»
В 2014 году после реформы системы водоснабжения и водоотведения в Ирландии развернулась широкая кампания мирных протестов «Право на воду» (англ. Right2Water). В августе 2015 года её участники в преддверии ожидаемых досрочных выборов запустили широкую платформу политических кампаний «Право на перемены» (англ. Right2Change). Участниками кампании был подготовлен документ «Политические принципы для прогрессивного ирландского правительства» (англ. Policy Principles for a Progressive Irish Government). Целью сторонников кампании «Право на перемены» стало разрушение «правый консенсус», который доминировал в ирландской политике в 2010-х годах и в конечном итоге формирование левого правительства. В преддверии выборов 2016 года кампанию поддержали ряд левых партий и политиков, в том числе Шинн Фейн, Альянс «Люди важнее прибыли», Группа действий рабочих и безработных, «Прямая демократия Ирландии», Коммунистическая партия Ирландии; депутаты Дойл Эрен Джоан Коллинз, Клер Дэли, Томас Прингл, Томми Бруэн и Мик Уоллес. По итогам выборов 2016 года в парламент было избрано 32 кандидата, присоединившихся к «Праву на перемены», в том числе 23 члена партии Шинн Фейн.

## Результаты
Подсчёт голосов начался в 09:00 (UTC) в субботу 27 февраля 2016 года и продолжался в течение всего уик-энда и следующей недели, завершившись только в 05:30 UTC в четверг 3 марта из-за многократных пересчётов на двух участках в округе Лонгфорд-Уэстмит.
Выборы 2016 года завершились самым низким для Фине Гэл числом депутатских мест начиная с выборов 2002 года, которые привели к лидерству в партии Энда Кенни. Фианна Файл более чем в два раза увеличило своё представительство в нижней палате ирландского парламента по сравнению с предыдущими выборами. Шинн Фейн добились своего налилучшего результата с тех пор как партию возглавил Джерри Адамс, сумев стать третьей силой в Дойл Эрен по количеству мандатов. Провал лейбористов, потерявших более 4/5 своих депутатских мест, привёл к тому, что они буквально в последний момент смогли достигнуть порога в семь мест и квалифицироваться в качестве парламентской группы с полными правами. Улучшили свои показатели антикапиталистические левые, в первую очередь троцкисты: «Альянс против жёсткой экономии—Люди важнее прибыли» получил 6 мест, «Группа действий рабочих и безработных» — одно, также в парламент прошло несколько независимых депутатов со сходными взглядами.
|           | Партия                                               | Оригинальное название                                                             | Голоса    | % голосов | +/-        | Места | +/-        | % мест |
| --------- | ---------------------------------------------------- | --------------------------------------------------------------------------------- | --------- | --------- | ---------- | ----- | ---------- | ------ |
|           | Фине Гэл                                             | ирл. Fine Gael                                                                    | 544 140   | 25,5      | ▼10,6      | 50    | ▼26        | 31,6   |
|           | Фианна Файл                                          | ирл. Fianna Fáil                                                                  | 519 356   | 24,3      | ▲6,9       | 44    | ▲24        | 27,8   |
|           | Шинн Фейн                                            | ирл. Sinn Féin                                                                    | 295 319   | 13,8      | ▲3,9       | 23    | ▲9         | 14,6   |
|           | Лейбористская партия                                 | ирл. Páirtí an Lucht Oibre                                                        | 140 898   | 6,6       | ▼12,8      | 7     | ▼30        | 4,4    |
|           | Альянс против жёсткой экономии «Люди важнее прибыли» | ирл. Comhghuaillíocht Frith-Dhéine ирл. Comhghuaillíocht an Phobail roimh Bhrabús | 84 168    | 3,9       | ▲1,7       | 6     | ▲2         | 3,8    |
|           | «Независимые за перемены»                            | ирл. Neamhspleáigh ar son an Athraithe                                            | 31 365    | 1,5       | Первый раз | 4     | Первый раз | 2,5    |
|           | «Социал-демократы»                                   | ирл. Daonlathaigh Shóisialta                                                      | 64 094    | 3,0       | Первый раз | 3     | Первый раз | 1,9    |
|           | Зелёная партия Ирландии                              | ирл. Comhaontas Glas                                                              | 57 999    | 2,7       | ▲0,9       | 2     | ▲2         | 1,3    |
|           | «Новая эра Ирландии»                                 | ирл. Renua Éireann                                                                | 46 552    | 2,2       | Первый раз | 0     | —          | 0      |
|           | «Прямая демократия Ирландии»                         | ирл. Daonlathas Díreach Éireann                                                   | 6481      | 0,3       | ▲0,3       | 0     | —          | 0      |
|           | Рабочая партия Ирландии                              | ирл. Páirtí na nOibrithe                                                          | 3242      | 0,2       | ▲<0,05     | 0     | —          | 0      |
|           | «Католические демократы»                             | ирл. Daonlathach Caitliceach                                                      | 2013      | 0,1       | ▲0,1       | 0     | —          | 0      |
|           | «Новое видение»                                      | ирл. Fís Nua                                                                      | 1224      | 0,1       | ▲<0,05     | 0     | —          | 0      |
|           | Ирландская демократическая партия                    | ирл. Páirtí Daonlathach Éireannach                                                | 971       | <0,05     | ▲<0,05     | 0     | —          | 0      |
|           | Коммунистическая партия Ирландии                     | ирл. Páirtí Cumannach na hÉireann                                                 | 185       | <0,05     | ▲<0,05     | 0     | —          | 0      |
|           | «Идентичность Ирландии»                              | ирл. Aitheantas Éire                                                              | 183       | <0,05     | Первый раз | 0     | Первый раз | 0      |
|           | Независимый альянс                                   | ирл. Comhghuaillíocht Neamhspleách                                                | 88 930    | 4,2       | Первый раз | 6     | Первый раз | 3,8    |
|           | Независимые                                          | Независимые                                                                       | 249 285   | 11,7      | ▲1,3       | 13    | ▼1         | 8,2    |
| Всего     | Всего                                                | Всего                                                                             | 2 136 405 | 100       | —          | 158   | ▼8         | 100    |
| Источники |                                                      |                                                                                   |           |           |            |       |            |        |

1. ↑  Вместе с Шоно Барретом, получившим мандат автоматически как спикер Палаты представителей
2. 1 2  Для сравнения взяты показатели Социалистической партии (позже переименована в Альянс против жёсткой экономии) и Альянса «Люди важнее прибыли», в выборах 2011 года участвовавших отдельно друг от друга

## Формирование правительства
Энда Кенни признал невозможность сохранения коалиционного правительства Фине Гэл и лейбористов. Это привело к предположению о возможности коалиции между Фине Гэл и Фианна Файл, формирования правительства меньшинства или проведения досрочных выборов в 2016 году. Переговоры о создании нового правительство начались в марте.